# Dmytro Parchomenko
Dmytro Wiktorowycz Parchomenko, ukr. Дмитро Вікторович Пархоменко (ur. 24 października 1978 w Odessie) – ukraiński piłkarz, grający na pozycji obrońcy. Jego starszy brat Andrij również jest piłkarzem.

## Kariera piłkarska

### Kariera klubowa
Wychowanek Szkoły Sportowej Rezerw Olimpijskich Czornomoreć Odessa. W 1995 rozpoczął karierę piłkarską w zespole Dynamo-Fłesz Odessa. Latem 1996 przeniósł się do SKA-Łotto Odessa. Na początku 1998 został zaproszony do Czornomorca Odessa. W 1999 wyjechał do Bułgarii, gdzie podpisał kontrakt z Botewem Wraca. Latem 2000 zasilił skład Sheriffa Tyraspol, skąd na początku 2003 przeszedł do FC Tiraspol. W pierwszej połowie 2005 roku występował w zespole amatorskim Iwan Odessa, a latem podpisał kontrakt z azerskim MKT-Araz Imiszli. Sezon 2007/08 rozpoczął w klubie Naftowyk-Ukrnafta Ochtyrka, jednak nie rozegrał żadnego spotkania i zimą 2008 odszedł do Komunalnyka Ługańska. Po rozwiązaniu klubu we wrześniu 2008 otrzymał status wolnego agenta, po czym występował do końca roku w ormiańskim Banancu Erywań. Od 2009 do lata 2011 bronił barw klubu Dnister Owidiopol, na czele którego stał jego starszy brat Andrij. Po reorganizacji klubu w 2011 został piłkarzem FK Odessa. W lipcu 2013 zasilił skład Bałkanów Zoria, w barwach którego zakończył karierę piłkarza w roku 2018.

## Sukcesy

### Sukcesy klubowe
Sheriff Tyraspol
- mistrz Mołdawii: 2000/2001, 2001/2002
- zdobywca Pucharu Mołdawii: 2000/2001

Bałkany Zoria
- mistrz Ukraińskiej Ligi Amatorskiej: 2015, 2016
- finalista Pucharu Ukrainy wśród amatorów: 2015